# ساشا ليفاندوفسكي
ساشا ليفاندوفسكي (بالألمانية: Sascha Lewandowski)‏ هو مدرب كرة قدم ولاعب كرة قدم ألماني، ولد في 5 أكتوبر 1971 في دورتموند في ألمانيا، وتوفي في 8 يونيو 2016 في بوخوم في ألمانيا. لعب مع يونيون برلين.

## وصلات خارجية
- ساشا ليفاندوفسكي على موقع قاعدة بيانات كرة القدم.إي يو (الإنجليزية)
- ساشا ليفاندوفسكي على موقع عالم كرة القدم.نت (الإنجليزية)